# Ben-Ahin

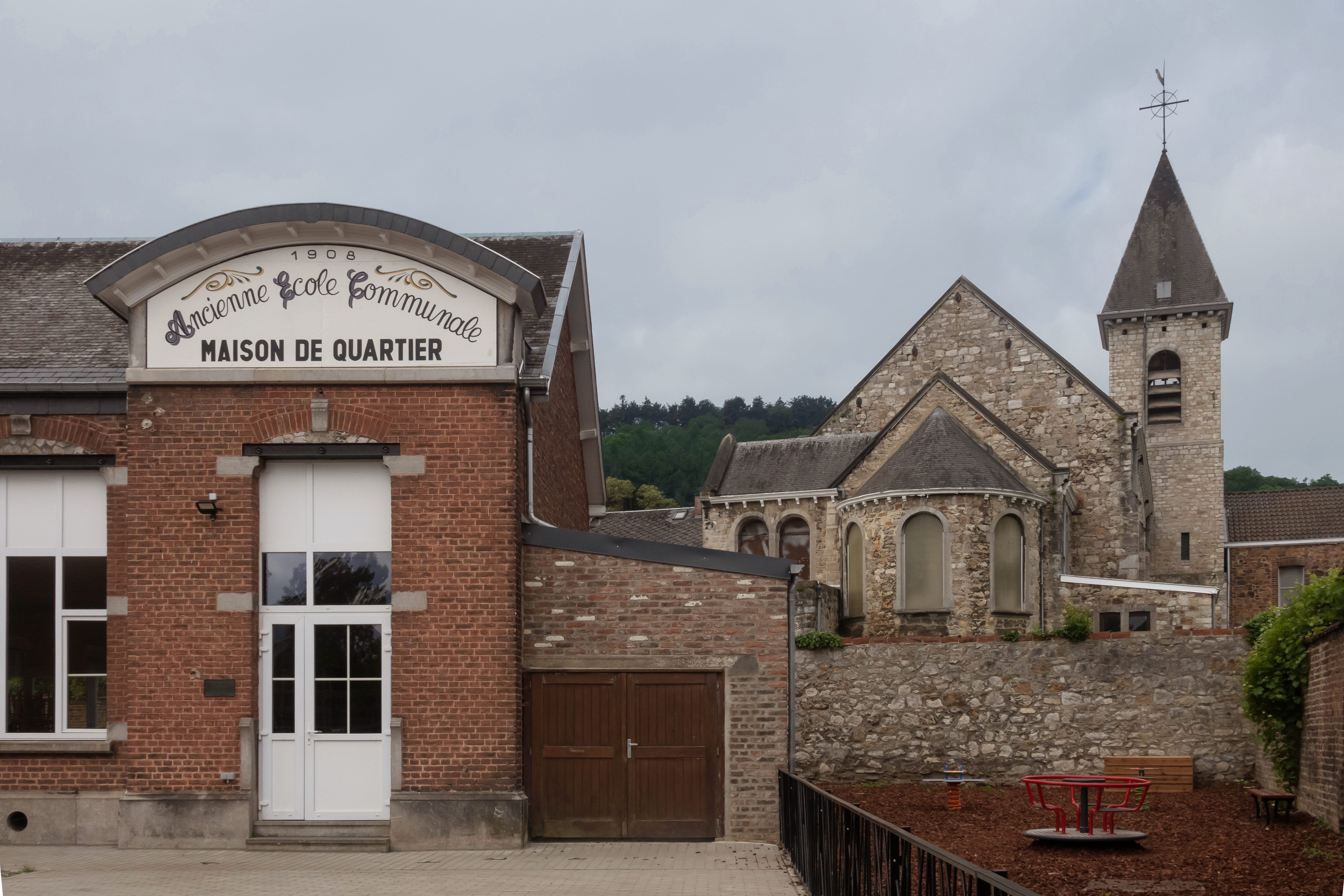
L'ancien bâtiment scolaire et l'église Saint-Julie.

Ben-Ahin [bɛnaɛ̃] (en wallon Bin ou Bèn-Ahin) est une section de la ville belge de Huy, située en Région wallonne dans la province de Liège.
C'était une commune à part entière avant la fusion des communes de 1977.

## Origine du nom
Le nom est formé par l'apposition des noms des deux villages : Ben et Ahin.
Si l'origine du mot « Ben » ne suscite guère de controverse, il viendrait du celtique benn qui signifie 'pointe de terrain', l'étymologie du mot « Ahin » est plus incertaine.
Il se prononçait déjà de cette façon au XIIIe siècle. Il pourrait venir du germanique haim qui signifie 'habitation' ou 'demeure'.

## Géographie

### Villages et hameaux
Ben-Ahin est composé de cinq villages :
- Ahin, Ben et une grande partie de Gives sont situés dans la vallée, le long de la rive droite de la Meuse entre Huy et Andenne ;
- Saint-Léonard et Solières, villages agricoles condrusiens, se situent sur les hauteurs.

À ces cinq villages, certains rajoutent La Sarte-à-Ben, hameau de Ben jouxtant Solières.

## Démographie
- Sources:INS, Rem:1831 jusqu'en 1970=recensements, 1976= nombre d'habitants au 31 décembre

## Histoire
Ben-Ahin, primitivement seigneurie féodale de Beaufort, comprenait à l'origine les hameaux et villages de Ben, Gives, La Sarte-à-Ben et Solières. La seigneurie vassale d’Ahin, composée d'Ahin et Saint-Léonard fut incorporée en 1642.
En 1271, un seigneur de Beaufort décida de faire allégeance au Comte de Namur plutôt qu'au Prince-évêque de Liège, la frontière se situa alors à ce qui est aujourd'hui la fontaine d'Ahin. Ce fut également le départ d'une guerre, dont un épisode marquant fut la Guerre de la vache.
Le comte de Namur devint même seigneur direct de Beaufort en 1330. Pendant des siècles, le futur Ben-Ahin eut donc son destin lié à celui des Pays-Bas belgiques et non à celui de la Principauté de Liège.
Après les campagnes militaires de 1794 de la Révolution française, les Pays-Bas belgiques et la Principauté de Liège sont annexés par la Première République française. L’Ancien Régime fut aboli et les neuf Départements réunis, ancêtres des neuf provinces belges, créés sur le modèle administratif français.
Ben (ou Ben-et-Solières ou Beaufort) et Ahin furent d'abord organisés séparément en communes, puis fusionnés en 1807 sous l'appellation de Ben-Ahin, au sein de l’arrondissement de Namur, département de Sambre-et-Meuse.
À la chute du Premier Empire, Ben-Ahin fut rattaché à l'éphémère département de Meuse-et-Ourthe (1814-1815) avant de rejoindre, en 1815, les arrondissements et province de Namur, tandis que Huy est dans la province de Liège.
En 1823, un réajustement des limites transfère Ben-Ahin dans l'arrondissement de Huy et, de ce fait, dans la province de Liège. La fusion des communes de 1977 fait passer Ben-Ahin sur le territoire de la Ville de Huy. Ben-Ahin a donc été balloté entre le Namurois et Liège.

## Patrimoine et culture

### Patrimoine architectural et sites
- Le RAVel n° 1 qui s'étend en bord de Meuse de Huy à Andenne.

Ahin
- Le Château d'Ahin et son parc classé.
- Le Pont Père Pire ou Pont de Ben-Ahin[4]. Ouvrage construit parallèlement à la Meuse et mis en place par rotation. Ce fut en 1987, une première mondiale.

Saint Léonard
- Le château de Fleron.

Ben
- Les ruines du château de Beaufort détruit en 1430 par les Hutois.
- La vallée de la Solières.
- Le Trou Manto.
- L'église Saint-Germain.

Solières
- L'ancienne Abbaye de Solières.
- La Cense de Solières et son donjon datant de 1362[5].
- La chapelle Saint-Eutrope datant du XVIIIe siècle et ses lavoirs.
- L'église Notre-Dame de Solières.
- Le Moulin de Solières datant de 1127, devenu une discothèque.
- Dans ses environs, Solières recense plusieurs potales à son effectif. Ces dernières sont dédiées à Notre-Dame de la Sarte[6], Saint-Donat, Saint-Médard, Saint-Joseph et à Saint-Antoine.

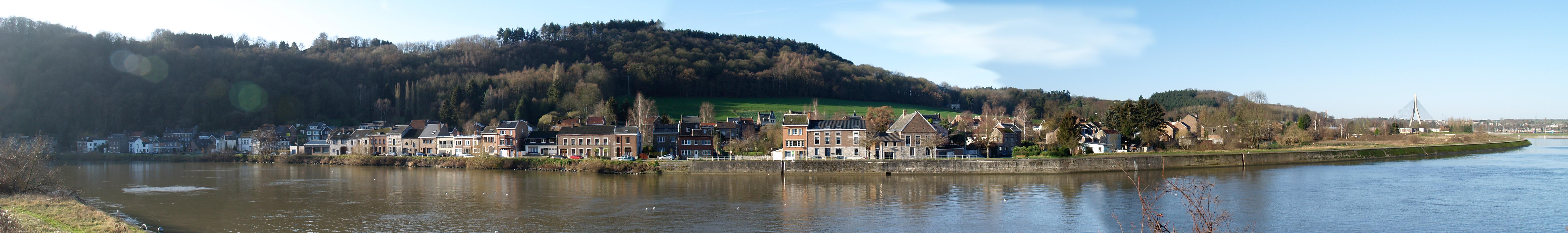
Panorama d'Ahin.

## Galerie

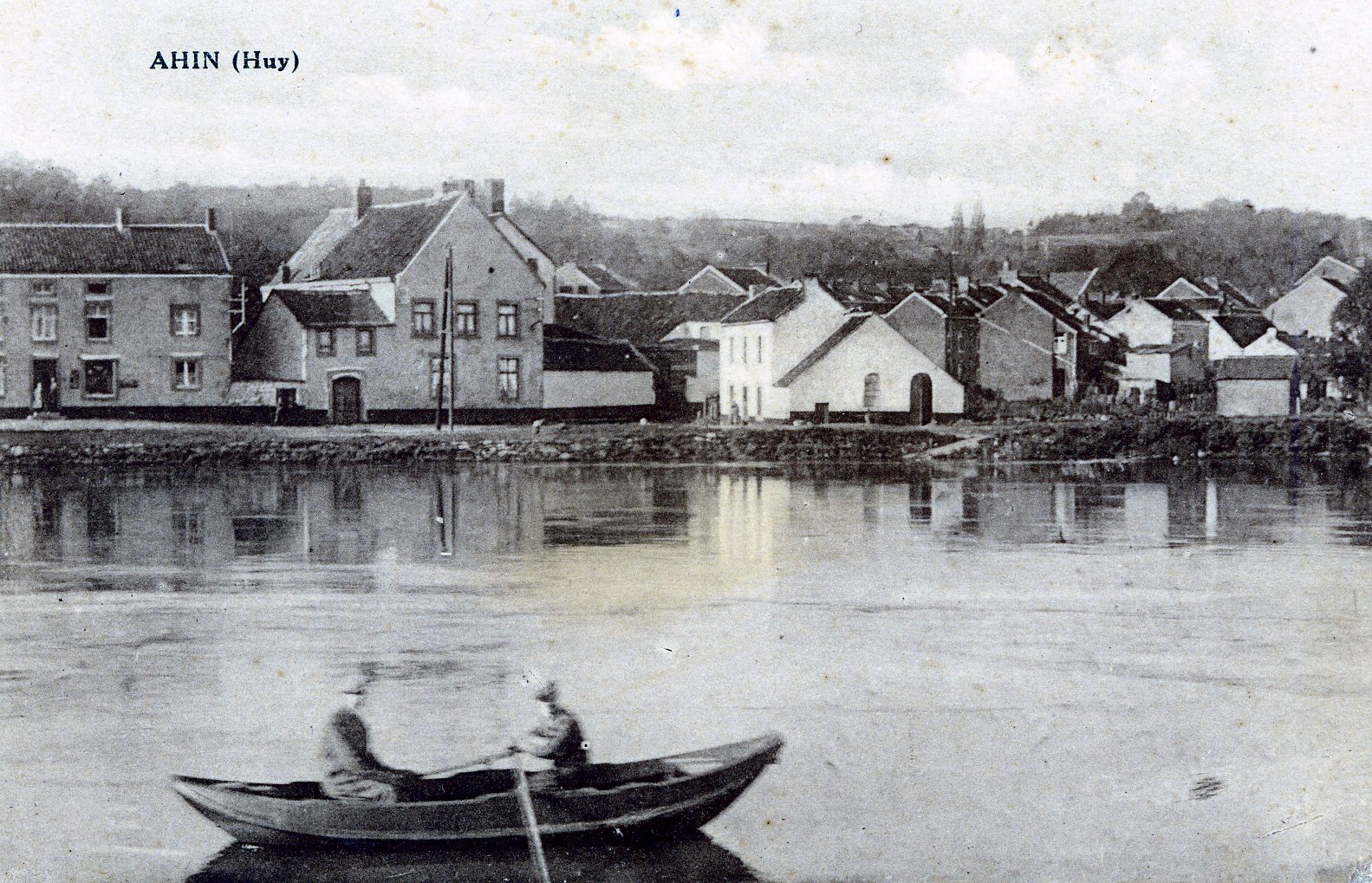
Le passeur d'eau à Ahin +- 1914.
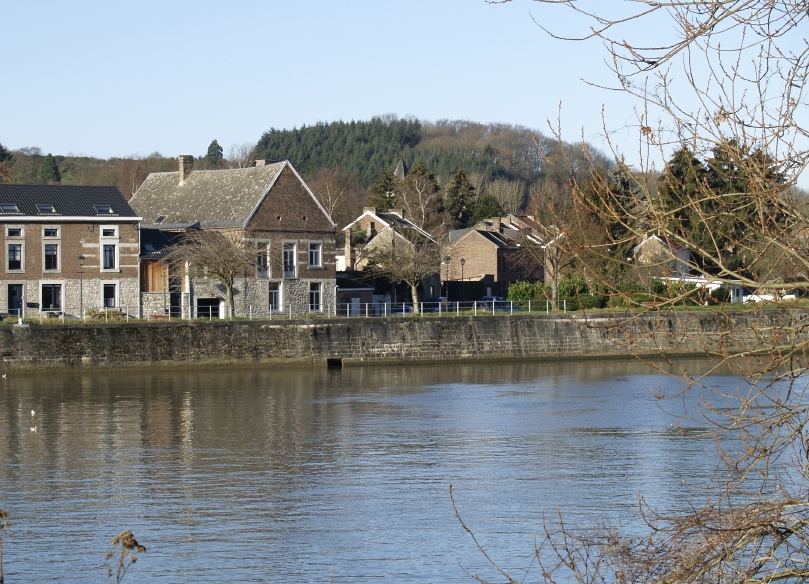
Même vue en 2007.
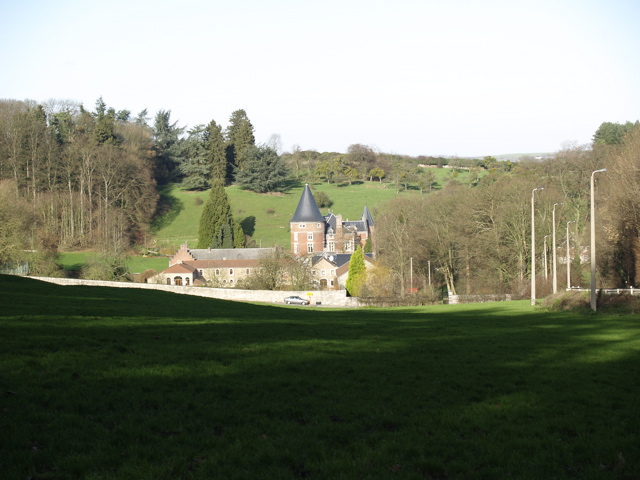
Château d'Ahin.
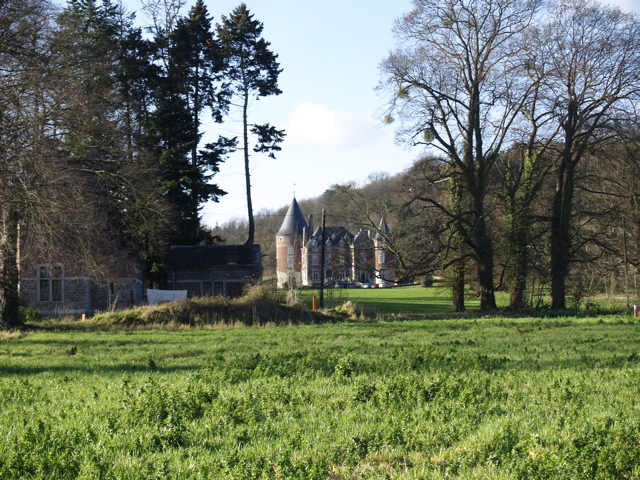
Belle vue sur le château d'Ahin malheureusement définitivement gâchée par le centre commercial.
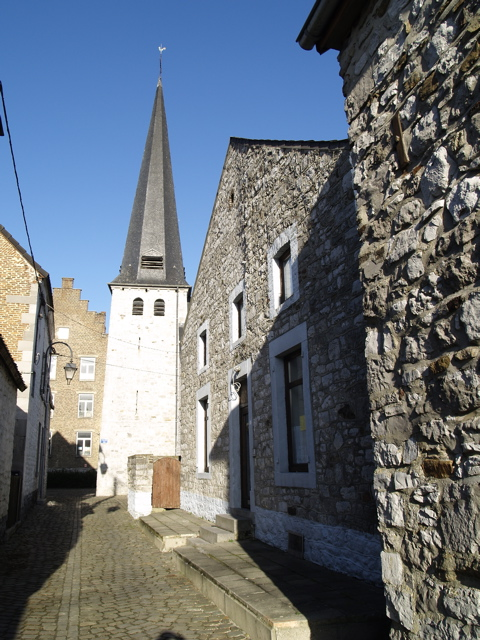
Église Saint-Germain à Ben.
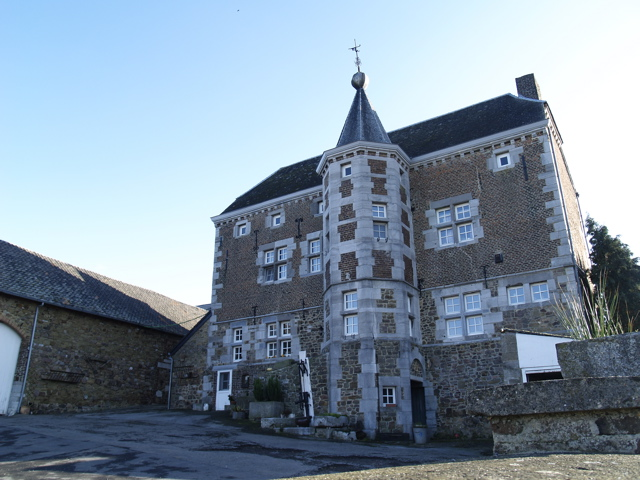
Cense de Solières.

## Économie

### Transports
- Voirie principale : N90
- Desserte TEC : Ligne 12 Huy-Namur

## Personnalités liées
- Ben-Ahin est le village d'André Malherbe, ancien champion du monde de motocross, né en 1956.
- Roger Morsa (1909-1950), résistant belge, y est né.
- Le Révérend Père Lambert Chaumont (1630-1712) appartenait à l'Ordre des Carmes et fut nommé curé de Saint-Germain par les Carmélites de Huy (Les Dames Blanches) titulaires de l'apanage de la paroisse. Compositeur de grande qualité, Lambert Chaumont a laissé un Livre de Pièces d'orgue sur les huit tons, une méthode d'harmonie pour réaliser l'accompagnement des chants, une méthode pour accorder le clavecin. Il a aussi écrit une étude sur la prophylaxie des maladies épidémiques (peste, choléra) qui restaient à l'état endémique dans la région.

- Auguste Marchant (1863-1923) : commandant en chef de la Force publique du Congo belge.